# Cordele
Cordele är en stad (city) i Crisp County, i delstaten Georgia, USA. Enligt United States Census Bureau har staden en folkmängd på 11 277 invånare (2011) och en landarea på 26,3 km². Cordele är huvudort i Crisp County.